# 李光進
李 光進（り こうしん、759年 - 815年）は、唐代の軍人。もとの姓は阿跌。字は耀卿。河曲の鉄勒の𨁂跌部（阿跌部）の出身。

## 経歴
鶏田州刺史の阿跌良臣の子として生まれた。幼くして姉の夫の舎利葛旃を頼り、太原府に居住した。勇猛果敢で、その武芸と兵略は舎利葛旃に次ぐものがあった。粛宗が霊武で閲兵して以来、光進は郭子儀に従って反乱軍を破り、長安・洛陽を奪回するにあたって、戦功を重ねた。乾元元年（758年）、代州刺史に任じられ、范陽郡公に封じられた。宝応元年（762年）、郭子儀が朔方節度使となり、軍をもって大同軍・横野軍・清夷軍と范陽・河北の反乱軍の残党を掃討すると、光進は都知兵馬使として任用された。ほどなく渭北節度使に転じた。永泰元年（765年）、武威郡王に封じられた。大暦4年（769年）、検校戸部尚書となり、知尚書省事をつとめた。ほどなく検校刑部尚書に転じ、太子太保を兼ねた。
元和4年（809年）、王承宗が反乱を起こし、范希朝が軍を率いて易定を救援すると、光進は歩軍都虞候となり、木刀溝で戦い、功績を挙げた。元和6年（811年）、銀青光禄大夫・検校工部尚書に任じられ、単于大都護・振武軍節度使をつとめた。誠実で節操があり、勲功顕著であることから、李氏の姓を賜った。元和8年（813年）、霊武節度使に転じた。光進は馬燧に従って臨洺県を救援し、洹水で戦い、河中府を奪回し、いずれも功績を挙げた。元和10年（815年）7月、死去した。享年は57。尚書左僕射の位を追贈された。
弟の李光顔がまた知られた。

## 伝記資料
- 『旧唐書』巻161 列伝第111
- 『新唐書』巻171 列伝第96
- 大唐故朔方霊塩等軍州節度副大使知節度事管内支度営田観察処置押蕃落等使銀青光禄大夫検校刑部尚書兼霊州都督府長史御史大夫安定郡王贈尚書左僕射李公神道碑銘并序（李光進神道碑）